# Evgenij Efimovič Karelov
Evgenij Efimovič Karelov (Bogorodskoe, 12 ottobre 1931 – Pitsunda, 11 luglio 1977) è stato un regista sovietico.

## Filmografia parziale

### Regista
- Dym v lesu (1955)
- Pust' svetit (1960)
- Deti Don Kichota (1965)
- Služili dva tovarišča (1968)